# Раздол (Калужская область)
Раздол — деревня в Перемышльском районе Калужской области Российской Федерации. Входит в состав сельского поселения «Село Гремячево».

## Этимология
В словаре Даля слово «Раздол» означает простор, обилие и волю, свободу.

## География
Находился на юге Калужской области, на границе с Тульской областью. Рядом располагается автомобильная дорога регионального значения «29К-024 Голодское—Суворов—Одоев». Рядом находятся: деревня Зимницы (3,2 км) и село Гремячево (6,9 км).

## История[4]
В 1782 году сельцо Нижние Зимницы (Раздол) с пустошами находилось в составе Лихвинского уезда, им владели Александр Иванович Глебов, Михаил Алексеевич Щербачёв, Иван Васильевич Киреевский, Алексей Иванович Ключарёв, Анна Алексеевна Хитрово. В сельце: 8 дворов, 81 житель. Под усадьбой — 15 десятин и 1600 саженей земли, из них: пашни — 168 десятин, 903 сажень, сенных покосов — 51 десятина 1410 саженей, лесу — 242 десятины 492 сажени, прочей земли — 91 десятина 708 саженей, всего — 569 десятин 313 саженей. Два деревянных господских дома и плодовые сады. Сельцо стояло по обе стороны речки Берёзовки, при двух прудах. Сельцо входило в приход Успенской церкви села Гремячево.
Анна Алексеевна Хитрово (1733—1793) — дочь Алексея Григорьевича Жеребцова (1711—1777), действительного тайного советника, генерал-аншефа и сенатора. Её братья: Алексей — тайный советник, сенатор, участник Русско-шведской войны, Михаил — генерал-лейтенант; Александр — тайный советник, камергер. Первый муж — гвардии капитан Николай Александрович Лопухин. Второй муж — Яков Лукич Хитрово, действительный тайный советник, президент вотчинной коллегии и сенатор. Похоронена под именем Лопухиной в Спасо-Андрониковом монастыре.
С середины XVIII века Раздолом также владели Щербачёвы. Один из них — Михаил Тимофеевич Щербачёв, выпускник Сухопутного шляхетского кадетского корпуса, его сын — Николай Михайлович Щербачёв, прапорщик лейб-гвардии Преображенского полка, внук — Александр Николаевич, участник Отечественной войны 1812 года, за отличие в Бородинском сражении был награждён золотой шпагой с надписью «За храбрость».
В 1793 году владельцами Нижних Зимниц стал Павел Иванов Борзенков и вдова Марфа Алексеевна Ключарёва, в 1801—1807 гг. — Николай Егорович Хитрово. В 1824-м году частью сельца Нижние Зимницы (Раздол) владел надворный советник Василий Иванович Алтуфьев и его дочь, Александра Васильевна.
По завещанию Василия Ивановича в 1849-м году Нижние Зимницы перешли к жене Василия Ивановича, Анастасии (или Наталье) Сергеевне Алтуфьевой и детям. В 1859 году Раздол — владельческое сельцо по правую сторону транспортного тракта Калуга—Одоев, при безымянном пруде, в нём 17 дворов, 173 жителей. В 1850-х годах имение покупает Мария Васильевна Козлинская, после смерти в 1874 году владение перешло к её мужу — майору Николаю Ивановичу Козлинскому. В 1903 году Раздол — сельцо Нелюбовской волости Лихвинского уезда. Население: 208 человек. Далее сельцом владеет сын Николая Ивановича, Николай Николаевич Козлинский. В 1916 году в Раздоле находилось 25 дворов, в которых проживало 192 жителя, в 1939 году — 107 мужчин и 139 женщин.
В советские времена в деревне находись постройки колхоза «Красный Октябрь». С октября 1941-го до января 1942 года, деревня Раздол была оккупирована немецко-фашистскими захватчиками. 1 января 2002 года в деревне проживало 7 человек.

## Население
| 2002 | 2010 |
| ---- | ---- |
| 13   | ↘10  |